# Леон (Никарагуа)
Лео́н (исп. León, полное наименование Santiago de los Caballeros de León) — второй по величине город Никарагуа после столицы Манагуа, административный центр департамента Леон.

## Географическое положение
Находится в северо-западной части страны, недалеко от тихоокеанского побережья.

## История
Город был основан испанцами в 1524 году под названием Сантьяго-де-лос-Кабальерос-де-Леон (исп. Santiago de los Caballeros de León).
В 1609 году он был уничтожен извержением вулкана Момотомбо и землетрясением, но в 1610 году восстановлен (в 32 км от старого места, которое нынче называется Леон-Вьехо).
К началу XIX века Леон превратился в торгово-ремесленный центр, однако развитие ремёсел искусственно сдерживалось испанскими властями с целью сохранения рынков сбыта для товаров из метрополии. В результате, антииспанские настроения среди жителей города усилились. 13 ноября 1811 года в городе Леон имело место антииспанское выступление, в ходе которого горожане сместили губернатора, однако прибывшие в город армейские части подавили это выступление.
В 1812 году был основан университет. В 1816 году при университете была открыта библиотека.
В 1839 году Леон стал столицей Никарагуа, но с 1852 года начал терять влияние и в 1858 году столица была перенесена в Манагуа. Тем не менее, до конца XIX века город оставался одним из главных политических центров страны, и в дальнейшем сохранил значение торгово-экономического центра. 
В 1867 году отряд морских пехотинцев США занял город Леон.
В 1883 году через город была проложена железная дорога. В 1889 году численность населения составляла 25 тыс. человек, в это время здесь имелось производство изделий из кожи и металлоизделий, собор и университет; большинство домов были одноэтажными и выстроенными из глины.
В 1920 году здесь была открыта ещё одна библиотека - "Хосе Мадрис".
С 1926 по 1933 год Никарагуа была оккупирована войсками США. После подписания 12 мая 1927 года соглашения о расформировании никарагуанской армии при разоружении никарагуанских солдат в городе Леон имело место вооружённое сопротивление (в ходе которого были убиты два морских пехотинца США и 10 никарагуанских солдат).
5 июня 1936 года в результате военного переворота к власти в Никарагуа пришёл шеф Национальной гвардии Анастасио Сомоса. В этот же день подразделения Национальной гвардии заняли центр столицы и осадили крепость Акокаска в городе Леон (командиром гарнизона которой являлся племянник отстранённого от власти президента Х. Б. Сакасы).
В 1950 году в Леоне проживало 31 тыс. человек.
21 сентября 1956 года в Леоне молодой поэт Ригоберто Лопес Перес совершил покушение на диктатора Анастасио Сомосу, который был смертельно ранен. 
В 1962 году в Леоне проживало 49,6 тыс. человек, здесь имелось ремесленное производство и выходила одна из шести газет страны.
В 1970 году в Леоне проживало 53 тыс. человек, здесь действовали мебельная фабрика и предприятия по переработке с.-х. продукции. В 1970е годы в Леоне выходили две из восьми газет страны - «El Centroamericano» и «El Universal».
23 декабря 1972 года мощное землетрясение частично разрушило столицу страны, часть лишившихся жилья жертв землетрясения разместили в Леоне. Так как реконструкция столицы проходила медленно, началось обустройство переселенцев в Леоне - этим занималась созданная в 1974 году общественная организация "FUNDECI", руководителем которой стал М. Д’Эското. В результате был построен жилой микрорайон "El Paraíso".
В 1974 году численность населения города составляла 62 тыс. человек, здесь действовали предприятия пищевой и кожевенно-обувной промышленности.
В 1978 году численность населения города составляла 82 тыс. человек, основой экономики являлись предприятия пищевой промышленности.
25 августа 1978 года Сандинистский фронт национального освобождения призвал начать всеобщую забастовку, а 5 сентября 1978 года - начал восстание против режима семейства Сомоса, 9 сентября 1978 года восстали города Леон, Масая, Чинандега и Манагуа. Повстанцы СФНО блокировали гарнизон, установили контроль над городом Леон и начали строить баррикады. 11 сентября 1978 года усиленные бронетехникой части национальной гвардии атаковали Леон. Бои в городе продолжались до 17 сентября 1978. Имели место разрушения и человеческие жертвы.
После того как блокированные казармы национальной гвардии были взяты штурмом, 17 июля 1979 года именно здесь начало работу Временное революционное правительство (в связи с этим, после победы Сандинистской революции 25 августа 1981 года городу Леон было присвоено почётное звание «Город-герой» и звание «Первая столица Никарагуа»).
Правительство СФНО начало осуществление программы ликвидации неграмотности и развития массового спорта. В конце 1981 года в городе Гранада была открыта первая в истории Никарагуа школа по подготовке тренеров, начавшая обучение первых 145 учителей физкультуры и спортивных тренеров по шести видам спорта (футбол, волейбол, баскетбол, бейсбол, лёгкая атлетика и плавание); после шести месяцев обучения выпускники были направлены на места работы (в спортивные команды, школы и другие образовательные учреждения). В дальнейшем, в стране были организованы две спортивные школы-интерната (первая такая спортшкола была открыта в столице, вторая - в городе Леон).
После начала войны с "контрас", в 1981 году Леон стал центром 2-го военного района (объединявшего департаменты Леон и Чинандега). В 1983 году численность населения города составляла 63 тыс. человек, основой экономики являлись пищевая, кожевенно-обувная и мебельная промышленность.
В 1985 году население города составляло 89 тыс. человек, основой экономики являлась пищевая промышленность. В 1985 году при содействии Болгарии в городе Леон были созданы механические мастерские.
В 2020-2024 гг. здесь был построен и в январе 2024 года - введён в эксплуатацию крупный госпиталь HEODRA, способный принять тысячу пациентов в день (который стал крупнейшим медицинским учреждением во всех странах Центральной Америки).

## Экономика
- текстильная фабрика[7][8]
- предприятия кожевенно-обувной промышленности[8]
- металлообрабатывающие предприятия (производство сельхозинструмента и иных металлоизделий)[8]

## Достопримечательности
- церкви XVI—XIX вв.[1][2] (в том числе, 5-нефный кафедральный собор[5] (исп. Real Basilica Catedral de la Asuncion de la Bienaventurada Virgen Maria), признанный в 2011 году объектом Всемирного наследия ЮНЕСКО; Церковь Реколлекции) — так как город с колониальных времён является центром диоцеза католической церкви.
- одноэтажные дома колониального периода в стиле барокко[5][3]
- Художественный музей Леона
- Памятник Рубену Дарио
- Недалеко от города находится вулкан Серро-Негро.